# Phasianus
Phasianus is een geslacht van vogels uit de familie van de fazantachtigen (Phasianidae).

## Soorten
Het geslacht kent de volgende soorten:
- Phasianus colchicus – Fazant
- Phasianus versicolor – Groene fazant